# Franciszek Winkowski
Franciszek Winkowski (4. října 1856 Tarnów – 29. srpna 1903 Podgórze) byl rakouský právník a politik polské národnosti z Haliče, na přelomu 19. a 20. století poslanec Říšské rady.

## Biografie
Pocházel z rodiny varhaníka. V letech 1864–1875 vystudoval normální školu a gymnázium v Tarnowě a v letech 1875–1879 absolvoval studium klasických jazyků na Jagellonské univerzitě. Působil jako pedagog. Byl suplentem na gymnáziu v Tarnowě. Později zjistil, že učitelská profese mu nevyhovuje (podle jiného zdroje byl roku 1882 zproštěn učitelského povolání pro rozpory se svými nadřízeným) a nastoupil na studia práv. Po nich se věnoval advokacii. Od roku 1885 byl kandidátem advokacie. Od roku 1895 poskytoval právní služby zemědělcům a dělníkům v zvláštní právní poradně zřízené za tímto účelem v Tarnowě. Angažoval se veřejně i politicky. Patřil mezi představitele Polské lidové strany a byl mezi zakládajícími členy strany.
Byl i poslancem Říšské rady (celostátního parlamentu Předlitavska), kam usedl ve volbách do Říšské rady roku 1897 za kurii všeobecnou v Haliči, 5. volební obvod: Tarnow, Brzesko atd. Ve volebním období 1897–1901 se uvádí jako Dr. Franz Winkowski, kandidát advokacie, bytem Tarnów.
Ve volbách roku 1897 je uváděn jako oficiální polský kandidát. Vyslovil se ale rozhodně proti vstupu do poslaneckého Polského klubu. Vstup do Polského klubu odmítli poslanci Polské lidové strany znovu roku 1899.
Zemřel v srpnu 1903.